# Michał Kossakowski (1733–1798)
Michał Korwin-Kossakowski, herbu Ślepowron (ur. 23 lipca 1733 w Królewcu, zm. 18 stycznia 1798 w Wojtkuszkach) – wojewoda witebski i brasławski, pisarz skarbowy litewski, podstoli kowieński, w 1784 roku odznaczony Orderem Orła Białego, kawaler Orderu Świętego Stanisława, marszałek sądów kapturowych powiatu kowieńskiego w 1764 roku.
Pochodził ze znanego litewskiego rodu, syn stolnika żmudzkiego Dominika (zm. 1743). Jego braćmi byli biskup inflancki Józef, hetman Szymon oraz kasztelan inflancki Antoni.
W 1764 roku był elektorem Stanisława Augusta Poniatowskiego z powiatu kowieńskiego. W 1781 uzyskał nominację na kasztelana witebskiego, w 1787 został wojewodą witebskim. Był członkiem konfederacji Sejmu Czteroletniego. Występował jako przeciwnik Konstytucji Trzeciego Maja. Figurował na liście posłów i senatorów posła rosyjskiego Jakowa Bułhakowa w 1792 roku, która zawierała zestawienie osób, na które Rosjanie mogą liczyć przy rekonfederacji i obaleniu dzieła 3 maja. W 1792 roku wybrany został konsyliarzem z Senatu konfederacji generalnej litewskiej w konfederacji targowickiej, delegowany do sądów ultimae instantiae i do Komisji Skarbowej Wielkiego Księstwa Litewskiego. W 1794 objął nowo utworzony urząd wojewody brasławskiego, został też desygnowany na marszałka Trybunału Litewskiego; tego ostatniego urzędu nie objął z powodu wybuchu insurekcji kościuszkowskiej.
Został pochowany w kościele pod wezwaniem Zbawiciela w Wojtkuszkach; był fundatorem tego kościoła. Jego synem (z małżeństwa z Barbarą z Zyberków, I voto Tyzenhausową, zmarłą w 1811) był Józef Dominik (1771–1840), zięć Szczęsnego Potockiego i pułkownik WP.